# Верность (фильм, 2000)
«Верность» (фр. La Fidélité) — художественный фильм Анджея Жулавского (2000). Картина представляет собой вольную интерпретацию классического романа Мари Мадлен де Лафайет «Принцесса Клевская» (1678).

## Сюжет
Молодая и очень талантливая фотожурналистка Клелия работает на скандально известного медиамагната Люсьена МакРуа, который когда-то был любовником её матери. Фоторепортажи Клелии отличаются большой выдумкой и требуют немалой смелости. Редактор Клёв, влюбившийся в Клелию с первого взгляда, просит её руки. Она не может устоять перед его прямодушием и трогательной неуклюжестью и отвечает согласием — ведь ради неё Клёв отказался жениться на дочери самого МакРуа. В канун свадьбы Клелия знакомится с молодым папарацци Немо, работающим всё на того же МакРуа. И, хотя Клелия влюбляется в Немо, она пытается остаться верной мужу, которого скорее уважает, чем любит.

## В ролях
| Актёр            | Роль        |
| ---------------- | ----------- |
| Софи Марсо       | Клелия      |
| Гийом Кане       | Немо        |
| Паскаль Греггори | Клев        |
| Эдит Скоб        | Дайан       |
| Магали Ноэль     | Мать Клелии |
| Орельен Рекуэн   | Бернар      |

## Съёмочная группа
- Режиссёр: Анджей Жулавский
- Сценарист: Анджей Жулавский
- Продюсер: Паоло Бранко
- Композитор: Анджей Кожиньски
- Оператор: Патрик Блоссье